# Чагані
Чагані (груз. ჭაგანი) — село в Грузії.
За даними перепису населення 2014 року в селі проживає 483 особи.